# Réserve naturelle de Kerumutan Baru
 (janvier 2010).
Si vous disposez d'ouvrages ou d'articles de référence ou si vous connaissez des sites web de qualité traitant du thème abordé ici, merci de compléter l'article en donnant les références utiles à sa vérifiabilité et en les liant à la section « Notes et références ».
La réserve naturelle de Kerumutan Baru est une réserve naturelle située dans la province de Riau dans l'île indonésienne de Sumatra.

## Description
Kerumutan Baru est située entre 0° 15′ et 0° 25′ de latitude sud et entre l2° 25′ de longitude 102° 38′ est, dans le district de Rengat, kabupaten de Kampar, à une altitude comprise entre 20 et l00 mètres. Elle a une superficie de 120 000 hectares.
La réserve consiste en de vastes forêts de marécages et de tourbières  (quelque 100 000 ha) et une petite partie de forêts en terre sèche (5 000 ha). Sa partie sud a été transformée en zone de riziculture, mais le reste est relativement préservé. La partie est de la réserve est inondée en permanence.
Kerumutan Baru est un bon exemple de forêt de marécage de plaine intérieure dans la province de Riau. Elle possède une faune et une flore riches en raison de sa proximité avec des forêts en terre sèche. Parmi les rivières qui la traversent se trouvent la Kerumutan, la Bengkinang, le Batang Rengat, la Mangkuang et la Merbau.
Le climat est de type tropical, humide, avec des précipitations annuelles de 2 009 mm en moyenne. La température moyenne est de 26,1 °C (avec un minimum de 24,1 °C et un maximum de 31,6 °C). L'hygrométrie relative est de 84,1 % en moyenne.

## Faune
La réserve abrite des mammifères comme l'éléphant d'Asie (Elephas maximus), le tigre ((Panthera tigris), le tapir (Tapirus indicus), l'ours malais (Helarctos malayanus), le siamang (Symphalangus syndactylus), le pangolin de Malaisie (Manis javanica) et le porc-épic de Malaisie (Hystrix brachyura).
Parmi les oiseaux, on connaît la présence du héron garde-bœufs (Bubulcus ibis) et d'une espèce d'aigrette.

## Situation
La zone appartient à l'État indonésien (PHPA). Elle est protégée par le statut de cagar alam ("réserve naturelle").
Il a été suggéré étendre les limites de la réserve vers le nord-ouest de façon à inclure les quelque 30 000 ha de forêt qui restent de l'ancienne réserve de Kerumutan (Kerumutan Lama).
Les zones adjacentes sont cultivées. Les menaces sur la réserve sont notamment les empiètements agricoles et le braconnage. On parle d'ouvrir la zone à l'exploitation forestière.